# Castellàs (Alòs de Balaguer)
El Castellàs és una muntanya de 772 metres que es troba al municipi d'Alòs de Balaguer, a la comarca catalana de la Noguera.